# Ernst Gottschald

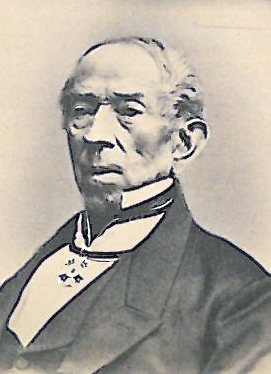
Ernst Gottschald

Ernst Gottschald (* 8. August 1795 in Irfersgrün, Vogtland; † 24. Januar 1871 in Plauen) war ein deutscher Verwaltungsjurist und Kommunalbeamter im Königreich Sachsen.

## Leben
Gottschald studierte an der Universität Leipzig Rechtswissenschaft. 1815 wurde er im Corps Saxonia Leipzig aktiv. 1818 erhielt er in Plauen eine Anstellung als Stadtschreiber. Ab 1828 war er besoldetes Ratsmitglied, vom 4. November 1832 bis zum 11. August 1865 Bürgermeister der Stadt Plauen. Nach der Einführung der Allgemeinen Städteordnung für das Königreich Sachsen vom 2. Februar 1832 war er der erste hauptamtliche Bürgermeister der Stadt. (Der Amtstitel „Oberbürgermeister“ wurde erst 1882 eingeführt.) Besondere Verdienste erwarb sich Gottschald beim Wiederaufbau von Plauen nach den großen Stadtbränden, zu denen es nach 1644 auch 1859 und 1861 gekommen war. Während seiner fast 33-jährigen Amtszeit stieg die Einwohnerzahl Plauens von 8.600 auf 19.300. Als Bürgermeister war Gottschald Abgeordneter der Ersten Kammer der sächsischen Ständeversammlung. Mit seiner Petition erreichte er, dass das Plauener Lyceum als einziges Gymnasium im Vogtland erhalten blieb. 1851/1852 war er Vizepräsident des Sächsischen Landtags.

## Ehrungen
- 28. April 1865, beim Ausscheiden aus dem Dienst: Ehrenbürgerwürde der Stadt Plauen
- 1865: Komturkreuz II. Klasse des königlich sächsischen Zivilverdienstordens[6]